# Monte Galinheiro

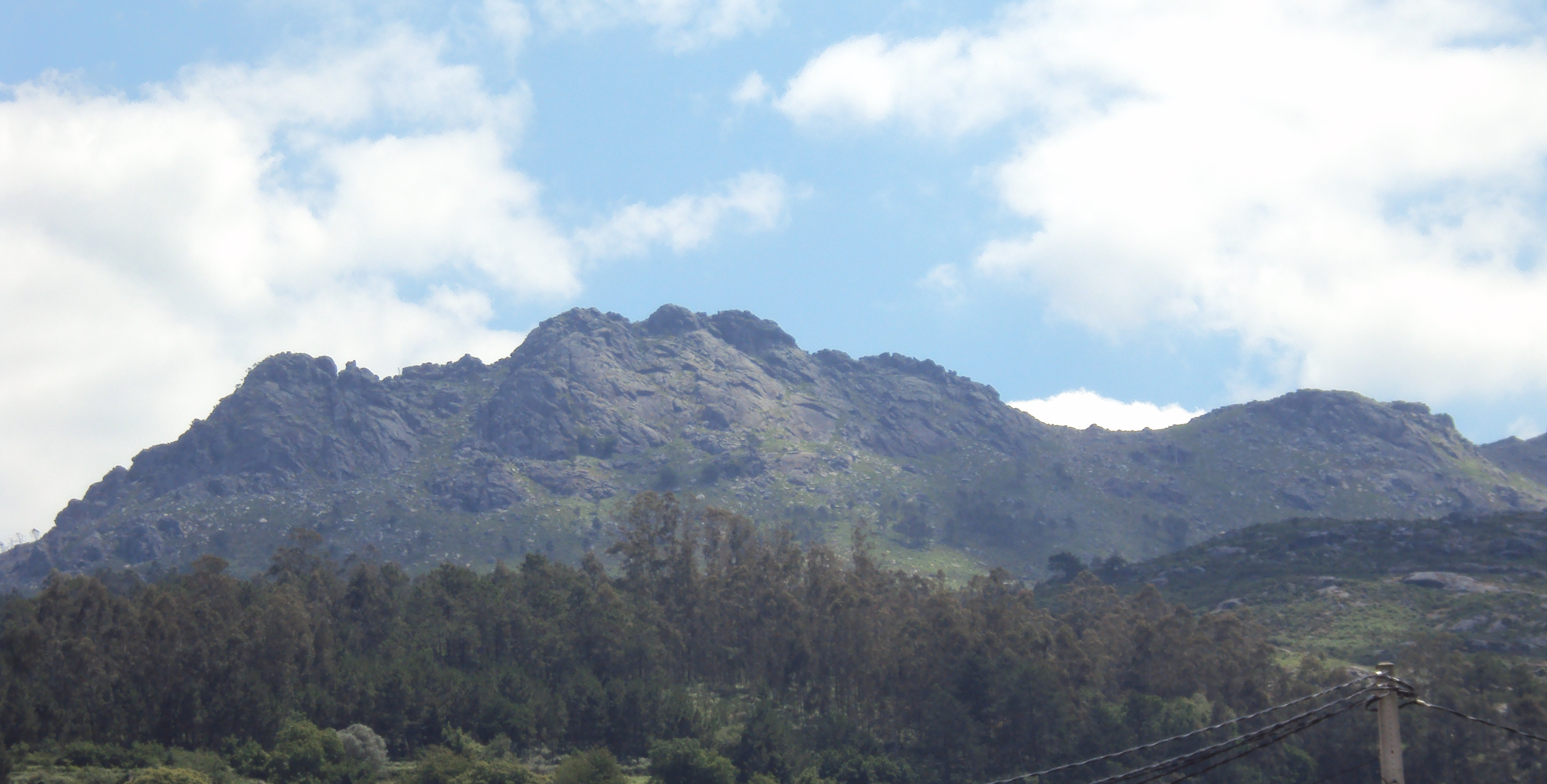
Monte Galinheiro desde Víncios.

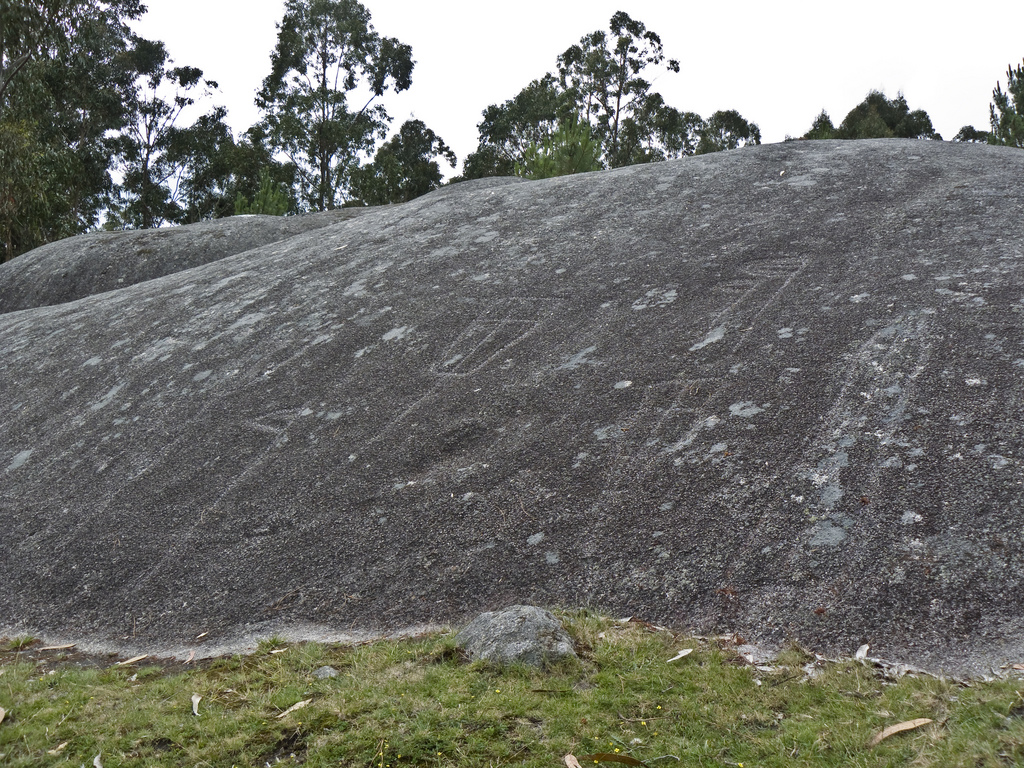
Petróglifo de Auga da Laxe.

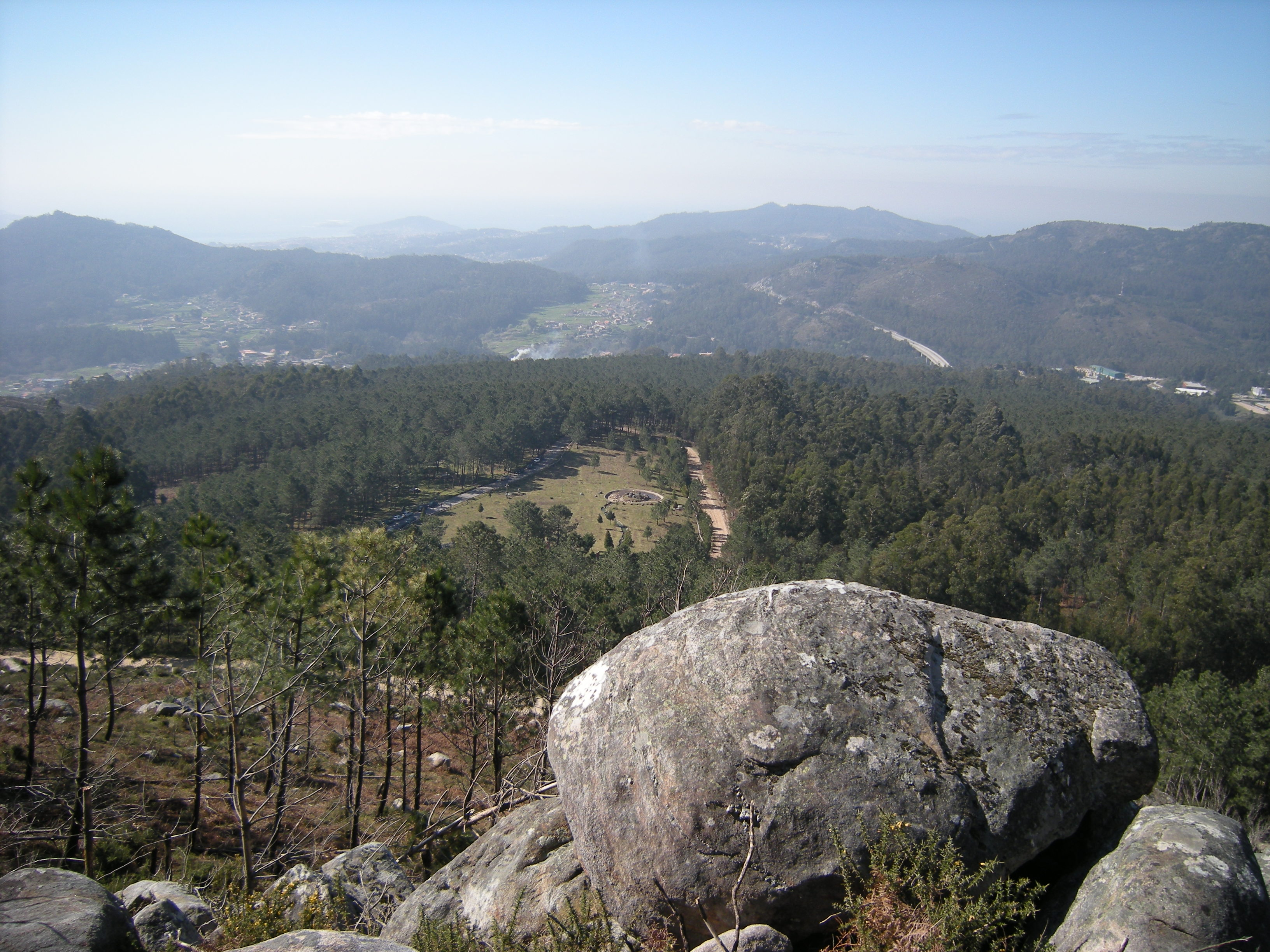
Vista desde o cume do Galinheiro.

O Monte Galinheiro situa-se entre os concelhos galegos de Vigo e Gondomar, cujo cume na paróquia gondomarense de Víncios a uma altitude de 711 metros. Integra-se na serra do Galinheiro, da qual também faz parte o parque natural do Monte Aloia.
Cada segundo domingo de Julho  acolhe o curro do Galinheiro ou de Víncios, no lugar de Auga da Laxe.

## Etimologia
O topónimo "Galinheiro", habitual na Galiza, pode provir do termo celta *kal(l)- (de onde também provém Galécia, termo que evoluiu no actual Galiza), com o significado de "rocha", "penedo".

## Geologia
A origem do monte remonta-se à orogênese alpina acontecida durante o Cenozoico, no período Terciario. A ladeira norte do monte, correspondente à paróquia viguesa de Zamáns é rica em gneis, fazendo parte do complexo ofiolítico denominado Complexo de Malpica-Tui. Também são numerosas as intercalações de anfibolitas, verdes e obscuras, aparecendo habitualmente os gneis sulcados de filões de quartzo com abundante magnetite.
Os lados sul e oeste compõem  o chamado contacto sul do gneis Galinheiro, formado por rochas compostas por quartzo, moscovita e turmalina preta e, na zona mais alta deste contacto, por xistos com mica e turmalina, ademais de uma potente pegmatita explorada antigamente para a extracção do feldespato.

## Arqueologia
Grande parte da fama do monte deve-se ao complexo arqueológico dos petróglifos de Auga da Laxe. Trata-se de umas representações de mais de 25 armas, entre as que atopamos espadas curtas, cutelos e alabardas, datadas no Calcolítico (entre o III e o II milénio a. C.).